# ورودی/خروجی

Dāde, Kārnamāi wa Āmadeداده ها ورود ، پردازش و در نهایت خروج یا نمایان می یابند.

درونداد/برونداد یا Dāde/Āmade (به انگلیسی: input/output) در رایانش، یا همان I/O به معنای ارتباط برقرار کردن بین یک سیستم پردازش اطلاعات مانند رایانه و دنیای بیرون (انسان) است.
ورودی، سیگنال‌ها یا داده‌هایی هستند که به وسیله سیستم دریافت می‌شوند، و خروجی‌ها سیگنال‌ها یا داده‌هایی هستند که سیستم آنها را ارسال می‌کند.
همچنین اعمال I/O را می‌توان قسمتی از یک عمل تعریف کرد، اجرای I/O به معنی زمانبندی ورودی/خروجی است. برای مثال صفحه‌کلید یا موشواره را می‌توان یک وسیله ورودی برای رایانه به حساب آورد و در مقابل نمایشگر یا چاپگر را می‌توان به عنوان وسیله خروجی حساب کرد. به علاوه وسیله یا دستگاه‌هایی که برای ارتباط بین رایانه‌ها استفاده می‌شود مانند مودم یا کارت‌های شبکه به‌طور 
کلی هر دو عمل ورودی و خروجی را در بر می‌گیرند.

## رابط کاربری
نکته‌ای که دربارهٔ I/O باید ذکر شود اینست که، ورودی یا خروجی بودن یک دستگاه، بستگی به جنبه عمل آن دارد یعنی ماوس و صفحه‌کلید به عنوان ورودی حساب می‌شوند که اعمال حرکت انسانی را به سیگنال‌هایی تبدیل می‌کنند که برای رایانه قابل فهم باشد اما نکته اینجاست که خروجی این دستگاه‌ها یک ورودی برای رایانه به حساب می‌آید و برعکس زمانی که رایانه می‌خواهد خروجی را نمایش دهد داده خروجی برای رایانه یک خروجی و برای انسان‌ها یک ورودی به حساب می‌آید و این اصل به‌طور کامل در سیستم در حال اجرا بین قطعات مختلف است.
همیشه یک رابط ورودی/خروجی برای زمانی که وسیله I/O توسط پردازنده هدایت می‌شود لازم است. این رابط باید هوش مورد نیاز را برای ترجمه کردن آدرسی که توسط پردازنده به دستگاه I/O داده شده‌است را داشته باشد.
ارتباط اولیه (که قبل از ارتباط معمولی ایجاد می‌شود و به طوری برای تنظیم کردن قوانین است) باید توسط رابط ایجاد شود و توسط دستورهای مناسب مانند Busy, Ready, Wait مدیریت شود و در نتیجه پردازنده قادر خواهد بود که با وسیله I/O با استفاده از رابط ایجاد شده ارتباط برقرار کند؛ و اگر داده‌هایی از جنس مختلف در حال انتقال باشند رابط باید قادر باشد که داده‌های سریالی را به نوع موازی و معکوس تبدیل کند.